# Stadtroda
Stadtroda är en stad i Saale-Holzland-Kreis i förbundslandet Thüringen i Tyskland.
Staden ingår i förvaltningsgemenskapen Stadtroda tillsammans med kommunerna Möckern och Ruttersdorf-Lotschen.

## Bilder
|  |
|  |